# Parallellslalom

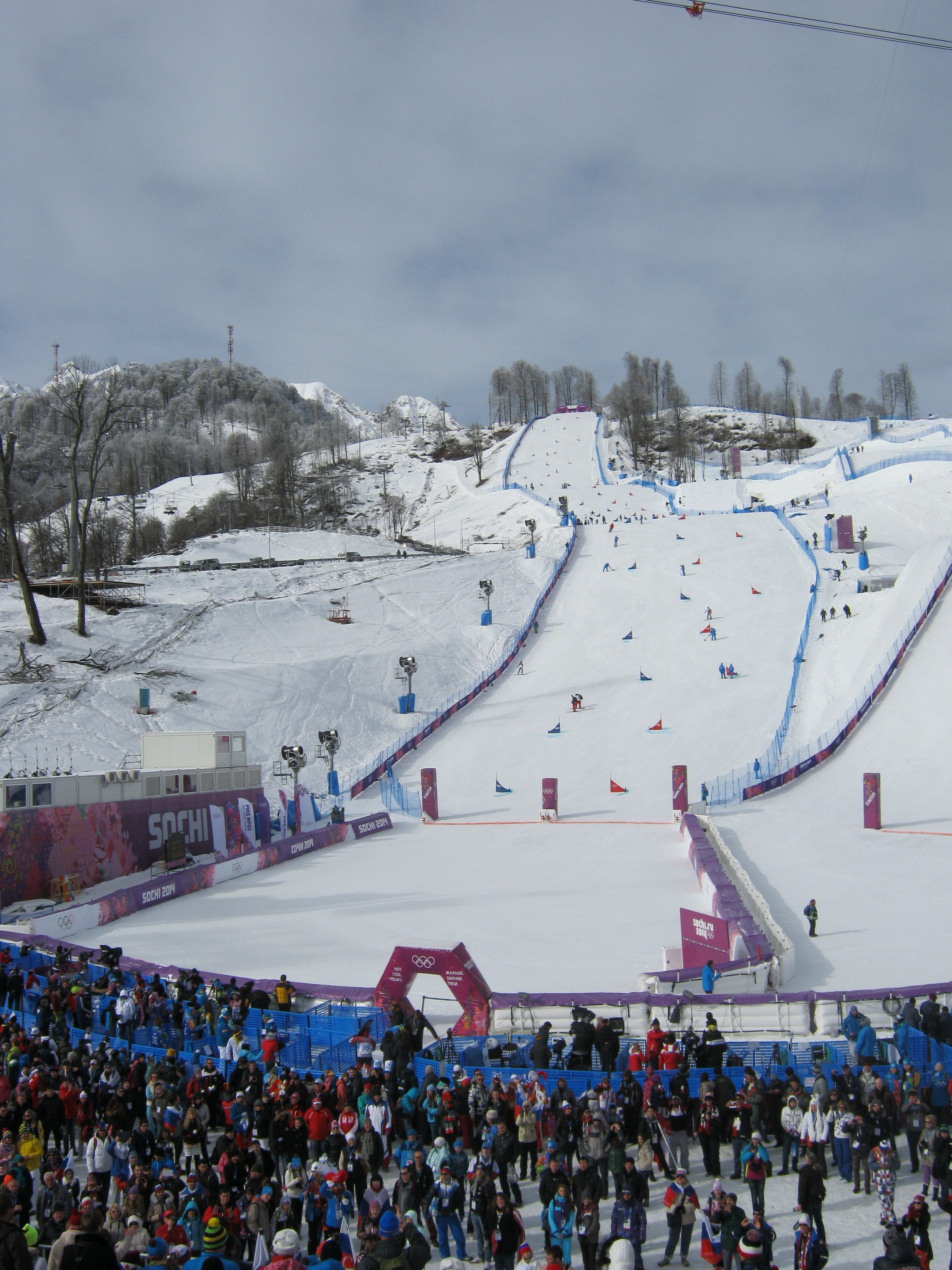
En parallellstorslalombacke för snowboard.

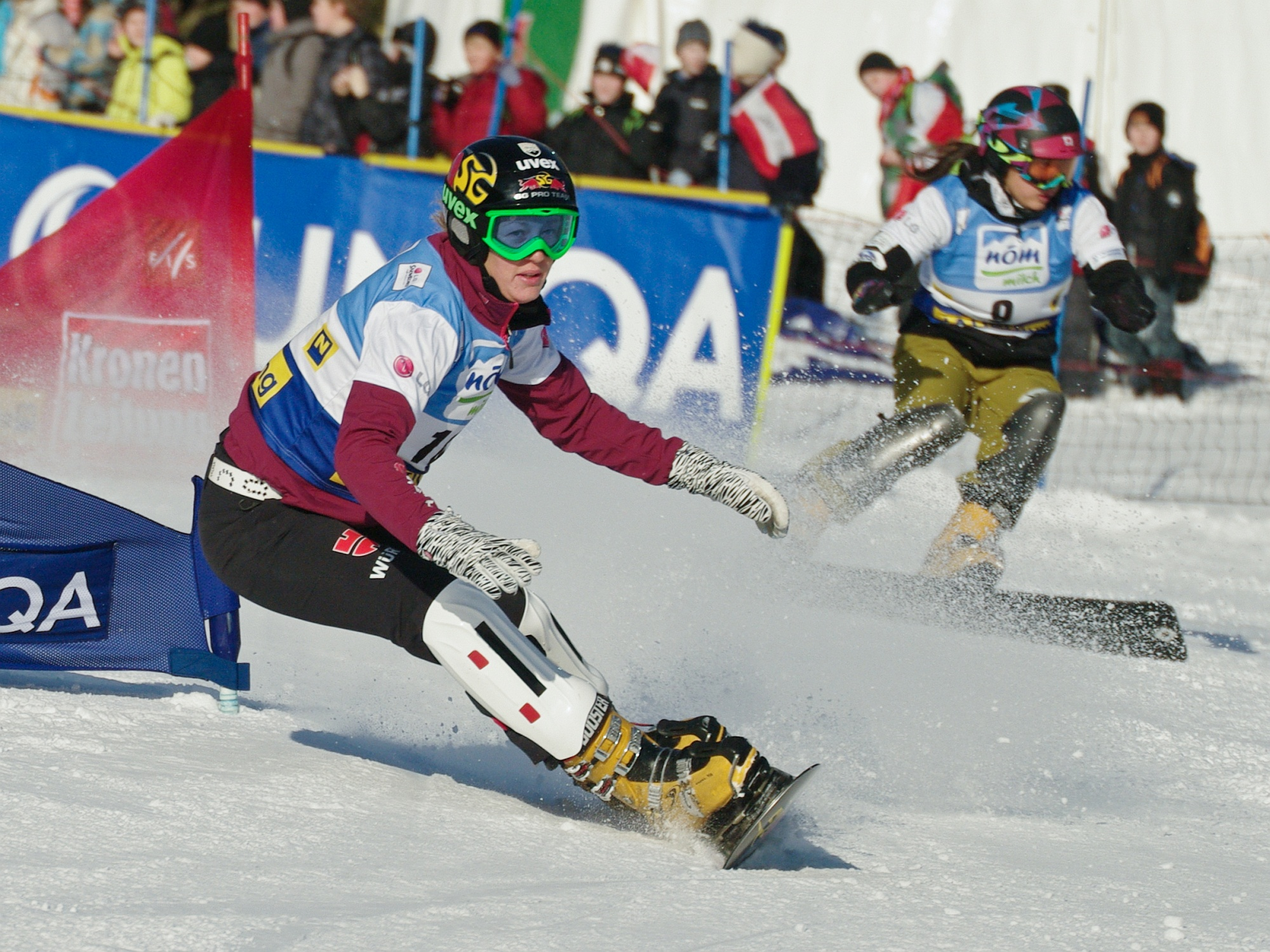
En parallellslalomtävling (snowboard). Åkaren närmast i bild har "den blå" banan och den bortre åkaren har "den röda" banan.

Parallellslalom är en gren inom alpin skidsport och snowboard där två åkare tävlar i slalom i två parallella banor och ingår ibland i världscuperna. Tävlingarna går i cupform där varje heat består av två åk, ett i vardera banan. I det andra åket startar åkarna med den tidsskillnad som de hade i första åket och den som kommer först över mållinjen vinner heatet.
Parallellslalomens grundare och uppfinnare är Nils "Nisse" Sköldmark från Edsbyn. Det var i Edsbybacken som parallellslalomen genomfördes för första gången 1948. Första paret var Bertil Eriksson och Henry "Heja" Hermansson, med Eriksson som segrare. Tävlingsformen skapades för att locka mer publik. Parallellslalomen togs väl emot och det har sedan starten genomförts åtskilliga tävlingar världen runt i denna alpina tävlingsgren.
1:a maj-trofén i Funäsdalsfjällen är en av de större tävlingenarna, där mellan 900 och 1 000 startande får kvala för att åka parallellfinalen.

### Fotnoter
1. ↑  Ida Forsgren (18 februari 2019). ”Parallellslalom en svensk uppfinning”. SVT Sport. https://www.svt.se/sport/alpint/parallellslalom-en-svensk-uppfinning-vi-ar-stolta. Läst 18 februari 2019.